# Mișcarea Societății pentru Pace
Miscarea Societății pentru Pace (franceză Mouvement de la société pour la paix, arabă: Harakat Moudjtamaa As-Silm حركة مجتمع السلم, numită oficial Hamas حماس este un partid islamist din Algeria condus, până la moartea sa în 2003 de către Mahfoud Nahnah. Conducătorul actual este Bouguerra Soltani.